# Petrali
I Petrali, chiamati anche chinuliji o chjinuli, sono dei dolci natalizi tipici di Reggio Calabria.
Sono dei dolci di pasta frolla ripieni a forma di mezzaluna, con all'interno un ripieno ottenuto facendo macerare per molti giorni nel vin cotto e nel caffè zuccherato un tritato di fichi secchi, noci, mandorle, uva sultanina, buccia di arancia e di mandarino.

## Descrizione
L'esterno è di solito guarnito con una spennellata di rosso d'uovo sbattuto e diavoletti colorati (piccole palline di zucchero colorate); alternativamente possono essere guarniti con glassa di zucchero, con cioccolato fondente o cioccolato bianco.
Tali dolci vengono usualmente preparati e consumati durante le festività natalizie.

### Varianti
I chinuliji sono dei dolci fritti ripieni con un impasto a base di ceci e frutta secca che si preparano tipicamente a Pizzo Calabro nel periodo di Natale. Sono chiamati jaùni o fiauni a Vibo Valentia, chinulille, chinuliddre o erroneamente turdiddri nel catanzarese.
Si possono anche trovare come chinuliddhre o pitteddhe in Salento o come pastzzott in Basilicata.